# Österreichisches Kulturforum Kiew
Das Österreichische Kulturforum (ÖKF) Kiew (ukrainisch австрійський культурний форум) gehört zum globalen Netzwerk der österreichischen Auslandskultur und wird vom Bundesministerium für europäische und internationale Angelegenheiten (BMEIA) betrieben. Das ÖKF Kiew wurde 1994 gegründet und funktioniert als Teil der Österreichischen Botschaft Kyjiw. Das ÖKF versteht sich als eine Plattform der österreichischen Auslandskulturarbeit und der wissenschaftlichen Zusammenarbeit zwischen Österreich und der Ukraine.

## Tätigkeit
Das ÖKF Kiew unterstützt organisatorisch, logistisch und finanziell die Anbahnung und Durchführung von Konzerten, Vorträgen, Film- und Theateraufführungen, Autorenlesungen, wissenschaftlichen Konferenzen, Ausstellungen und Workshops in der Ukraine. Dem zeitgenössischen künstlerischen Schaffen gilt dabei sein Hauptaugenmerk. Mit dem Schwerpunkt „Kreativität und Innovation“ fördert das ÖKF Kiew zudem Projekte, die sich mit neuen Ansätzen für globale Herausforderungen beschäftigen. Überdies fördert das ÖKF den kulturellen und wissenschaftlichen Austausch zwischen Österreich und der Ukraine in der Form von Residencies und Stipendien, die von verschiedenen österreichischen Stellen angeboten werden.
Das ÖKF Kiew hat das Ziel, mit österreichischen Beiträgen aktiv am ukrainischen Kultur- und Wissenschaftsleben teilzunehmen und Begegnungen zu fördern, aus denen sich langfristige österreichisch-ukrainische Kooperationen und Vernetzungen ergeben.

## Österreichisches Kulturnetzwerk in der Ukraine
Neben dem ÖKF Kiew ist das Österreichische Kooperationsbüro Lemberg (Lviv) eine weitere wichtige österreichische Institution in der Ukraine, die die Arbeit des Kulturforums vorwiegend in der Westukraine unterstützt. Das Kooperationsbüro ist gleichzeitig die Außenstelle der Österreichischen Botschaft Kyjiw für Wissenschaft und Kultur.
Die Aktivitäten des Kulturforums werden darüber hinaus von den Österreich-Bibliotheken in Kiew, Lemberg (Lviv), Czernowitz (Czernivzi), Drohobytsch und Charkiw und österreichischen Lektoren mitgetragen.
Österreich ist aber auch im Süden der Ukraine vertreten: In Odessa ist das Büro KulturKontakt des vom BMBWF und dem OeAD entsandten Bildungsbeauftragten. Das Ziel dieses österreichischen Engagements ist die Unterstützung einer nachhaltigen Bildungsreform in der Ukraine.

## Kulturjahr Österreich-Ukraine 2019
Das bilaterale Kulturjahr Österreich-Ukraine 2019 zielte darauf ab, das kreative Potenzial beider Länder zusammenzuführen und den Ausbau der kulturellen und wissenschaftlichen Beziehungen zwischen Österreich und der Ukraine zu fördern.
Mehr als 200 kulturelle Veranstaltungen fanden das ganze Jahr über sowohl in Österreich als auch in der Ukraine statt. Alle Events des Kulturjahres sind auf der Webseite austriaukraine2019.com verfügbar. Unter dem Hashtag #AustriaUkraine2019 sind die entsprechenden Events auf Facebook markiert.
Österreichische Projekte in der Ukraine wurden vom Österreichischen Kulturforum Kiew und dem Österreichischen Kooperationsbüro in Lemberg durchgeführt, während Teams des Ukrainischen Instituts und der Ukrainischen Botschaft in Österreich zusammen mit einer Reihe ukrainischer Kulturorganisationen für das ukrainische Programm in Österreich zuständig waren.

## Kalliope Austria 2020
2020 läuft unter dem Schwerpunkt “Kalliope Austria: Frauen in Gesellschaft, Kultur und Wissenschaft”. Unter diesem Titel (benannt nach der altgriechischen Muse der Dichtung und Philosophie) will das Österreichische Kulturforum Kiew zusammen mit dem Österreichischen Kooperationsbüro Lemberg die wichtige Rolle von Frauen in diesen Sphären würdigen und Experten beider Länder über Genderfragen diskutieren lassen. Außerdem wird eine Reihe von talentierten zeitgenössischen österreichischen Künstlerinnen in der Ukraine präsentiert. Damit sollte ein Beitrag für ein neues Bewusstsein geleistet werden, das Frauen jenseits von Rollenklischees als gleichwertige Bestandteile der Gesellschaft wahrnimmt.